# Anthony Wilson
Anthony Wilson es un compositor y guitarrista de jazz estadounidense, hijo del trompetista y músico Gerald Wilson. 

## Historia
Nacido el 9 de mayo de 1968, ha trabajado con artistas como Al Jarreau o Diana Krall. Entre sus influencias están Duke Ellington, Gil Evans, Wes Montgomery y T-Bone Walker. Dos de sus mejores discos en estudio son Goat Hill Junket y Our gang.

## Discografía
- 1997 Anthony Wilson (MAMA/Summit)
- 1998 Goat Hill Junket (MAMA/Summit)
- 1999 Adult Themes (MAMA/Summit)
- 2001 Our Gang (Groove Note)
- 2005 Savivity (Groove Note)
- 2006 Power of Nine (Groove Note)
- 2008 Nova (Goat Hill)
- 2009 Jack of Hearts (Groove Note)
- 2011 Campo Belo (Goat Hill)
- 2011 Seasons: Live at the Metropolitan Museum of Art (Goat Hill)
- 2016 Frogtown (Goat Hill)[3]
- 2018 Songs and Photographs (Goat Hill)
- 2022 The Plan of Paris[4]

Con Gerald Wilson
- Jenna (Discovery, 1989)
- State Street Sweet (MAMA/Summit, 1994)
- Theme for Monterey (MAMA/Summit, 1997)
- New York, New Sound (Mack Avenue, 2003)
- Monterey Moods (Mack Avenue, 2007)
- Detroit (Mack Avenue, 2009)
- Legacy (Mack Avenue, 2011)